# Scrapper Blackwell
Scrapper Blackwwell, chanteur, compositeur et guitariste américain de son vrai nom "Francis Hillman Blackwell" est né à Syracuse, (Caroline du Nord) le 21 février 1903, décédé à Indianapolis, Indiana le 27 octobre 1962.

## Biographie
Installé à Indianapolis, il apprit seul à jouer de la guitare sur des instruments fabriqués par lui-même à l'aide de boîtes de cigare, planches, fils électriques  et fut influencé par Blind Lemon Jefferson, mais était aussi confronté au style Piedmont de la côte Est.  [L'info concernant Blind Lemon Jefferson vient de quelle source ? B.L. Jefferson ayant principalement œuvré au Texas !]
Scrapper Blackwwell, du début des années 1930, jusqu'en 1935, était connu par sa collaboration avec le pianiste Leroy Carr, cependant il enregistra plusieurs soli entre 1928 et 1935. En 1935, il abandonna la musique à la suite du décès de Leroy Carr pendant plus de 20 ans mais refit surface à la fin des années 1950 et mena une nouvelle carrière. Il mourut dans une tentative de cambriolage le 27 octobre 1962 à Indianapolis.

## Discographie
Session du 16 juin 1928 à Indianapolis : "Kokomo Blues", "Penal Farm Blues"
Session du 20 juillet 1928 à Chicago : "Trouble Blues - part 1", "Trouble Blues - part 2", "Mr. Scrapper's Blues",
Session du 15 août 1928 à Chicago : "Mr. Scrapper's Blues", "Down And Out Blues", "Trouble Blues - Pt.1", "Trouble Blues - Pt. 2", "Straight Alky Blues - part 1", "Straight Alky Blues - part 2"
Session du 6 novembre 1928 à Chicago : "Scrappers Weekly Blues", "Tom Cat Blues"
Session du 15 février 1929 à Chicago : "Naptown Stomp", "Non-Skid Tread"
Session du 19 mars 1929 à Chicago : "Be-Da-Da-Bum"
Session du 4 février 1930 à Richmond, Indiana : "Scrap's Little Blues", "Springtime Blues"